# Гілярув (Лодзинське воєводство)
Гілярув (пол. Hilarów) — село в Польщі, у гміні Задзім Поддембицького повіту Лодзинського воєводства.
У 1975-1998 роках село належало до Серадзького воєводства.